# Bernadettekerk (Helmond)
De Bernadettekerk is een voormalig rooms-katholiek kerkgebouw aan de Margrietlaan 4a te Helmond.
Reeds in 1949 werd het ontwerp voor deze kerk, van de hand van Jan Magis, gepresenteerd. Zo vlak na de oorlog mochten er echter niet zoveel kerken worden gebouwd, en daarom moest men volstaan met de bouw van een parochiehuis, dat tevens als noodkerk gebruikt kon worden. Pas in 1955 kon de definitieve kerk worden gebouwd en in gebruik genomen. In 1956 werd ze plechtig ingewijd.
In 1996 werd het gebouw, wegens teruglopend kerkbezoek, onttrokken aan de eredienst en in 2000 heringericht als supermarkt. Deze profane bestemming was voor velen bevreemdend, maar betekende wel de redding van het gebouw.
Het gebouw is een christocentrische kerk, uitgevoerd in baksteen, met het koor op het kruispunt van schip en dwarspand. Het bouwwerk, typerend voor de wederopbouwperiode, is uitgevoerd in baksteen en beton. In de brede voorgevel is een betonskelet verwerkt dat als klokkentoren dienstdoet. Ook is er een vieringtorentje en een in het oog springende doopkapel.